# Molí d'en Santo
El Molí d'en Santo és un edifici de Barberà del Vallès, inclòs a l'Inventari del Patrimoni Arquitectònic de Catalunya. Segurament és el molí paperer més antic del municipi.

## Història
La primera notícia documental és del 1660, quan Onofre Argemir l'arrendà per tres anys a Andreu Sibelli, paperaire de Marsella. Apareix en pergamins amb el nom de molí de Canyadell, nom que comparteix amb el molí d'en Dou, es creu que va subministrar paper a l'impressor reial de l'arxiduc Carles.
L'expansió de les factures papereres, iniciada a principis del segle xvi, esdevingué intensificada d'una manera progressiva en el transcurs del segle xviii amb la incorporació de nous centres de producció. La necessitat de la provisió de draps per als molins paperers de Catalunya motivà la prohibició d'exportar-los mitjançant la publicació d'una reial ordre del 1728. En conseqüència es confeccionà una llista de molins paperers catalans. A la conca del Ripoll, s'esmenten dos casals paperers a Ripollet i un altre a Barberà, especialitzats en la fabricació de paper d'estrassa.
El 1790, Oleguer Argemir i Cruells arrendà per cinc anys als paperaires de Sabadell Jaume i Josep Bruxas el mas anomenat de la Font. Posteriorment, va ser molí fariner, de pólvora, fàbrica de cartró gris i fàbrica tèxtil auxiliar. El 1927 deixà de servir com a molí i actualment acull una granja de cavalls. Recentment, ha estat reformat per la tercer generació de la família Vidal i Calvo.

## Descripció
Situat fora del poble i prop del riu Ripoll, és un molí de paper i cartró. Consta d'una nau longitudinal i una de transversal, ambdós cobertes a doble vessant, conformant una forma d'ela. Té dues plantes, la superior amb més obertures que la inferior. Les obertures són petites. La planta superior tenia la funció de ventilació del cartró i del paper que allà s'hi posava a assecar. Construït amb pedra o còdols i totxo tot recobert amb un arrebossat. Al llarg del temps s'hi ha afegit altres cossos.